# Андора на Летњим олимпијским играма 2012.
Андора на Олимпијским играма у Лондону 2012. је учествовала десети пут као самостална земља.
До сада Андора није освојила ниједну медаљу. Андору је на играма у Лондону представљало укупно 6 спортиста (4 мушкарца и 2 жене) у 4 спорта (атлетика, џудо, стрељаштво и пливање).
Најмлађи учесник у екипи Андоре била је атлетичарка Кристина Љовера, 15 година и 307 дана а најстарији стрелац Хоан Томас Рока, 61. година и 170 дана Ово двоје спортиста су такође најмлађи и најстарији андорски учесници свих олимпијских игара (летњих и зимских) у историји олимпијског спорта у Андори.

## Атлетика
На такмичењима у атлетици у свакој дисциплини максимално могу да учествују по три такмичара, и то максимум 3 атлетичара са А нормом, однодно максимално 1 атлетичар са Б нормом по дисциплини.
Мушкарци
Атлетичар Антони Бернардо је имао испуњену Б норму за учешће на Играма.
| Атлетичар       | Дисциплина | Лични рекорд | Група    | Група | Четвртфинале | Четвртфинале | Полуфинале | Полуфинале | Финале   | Финале        | Детаљи |
| Атлетичар       | Дисциплина | Лични рекорд | Резултат | Место | Резултат     | Место        | Резултат   | Место      | Резултат | Место         | Детаљи |
| --------------- | ---------- | ------------ | -------- | ----- | ------------ | ------------ | ---------- | ---------- | -------- | ------------- | ------ |
| Антони Бернардо | Маратон    | 2:14:25      |          |       |              |              |            |            | 2:28:34  | 74. /85 (105) |        |

Жене
Атлетичарка Кристина Љовера, је добила специјалу позивницу за учешће на Играма.
| Атлетичар       | Дисциплина | Лични рекорд | Група    | Група     | Четвртфинале     | Четвртфинале     | Полуфинале       | Полуфинале       | Финале           | Финале  | Детаљи |
| Атлетичар       | Дисциплина | Лични рекорд | Резултат | Место     | Резултат         | Место            | Резултат         | Место            | Резултат         | Место   | Детаљи |
| --------------- | ---------- | ------------ | -------- | --------- | ---------------- | ---------------- | ---------------- | ---------------- | ---------------- | ------- | ------ |
| Кристина Љовера | 100 м      | 12,73        | 12,78    | 5. у гр 2 | Није се пласирао | Није се пласирао | Није се пласирао | Није се пласирао | Није се пласирао | 66 / 81 |        |

## Пливање
Мушкарци
| Пливач          | Дисциплина   | Група   | Група     | Полуфинале       | Полуфинале       | Финале           | Финале           | Пласман | Детаљи |
| Пливач          | Дисциплина   | Време   | Пласман   | Време            | Пласман          | Време            | Пласман          | Пласман | Детаљи |
| --------------- | ------------ | ------- | --------- | ---------------- | ---------------- | ---------------- | ---------------- | ------- | ------ |
| Хосине Хасијане | 200 м делфин | 2:06,37 | 5 у гр. 1 | Није се пласирао | Није се пласирао | Није се пласирао | Није се пласирао | 37 /37  |        |

Жене
| Пливач         | Дисциплина  | Група   | Група     | Полуфинале            | Полуфинале            | Финале                | Финале                | Пласман | Детаљи |
| Пливач         | Дисциплина  | Време   | Пласман   | Време                 | Пласман               | Време                 | Пласман               | Пласман | Детаљи |
| -------------- | ----------- | ------- | --------- | --------------------- | --------------------- | --------------------- | --------------------- | ------- | ------ |
| Моника Рамирез | 100 м леђно | 1:07,72 | 2 у гр. 1 | Није се квалификовала | Није се квалификовала | Није се квалификовала | Није се квалификовала | 42 /45  |        |

## Стрељаштво
| Стрелац         | Дисциплина | Квалификације | Квалификације | Финале           | Финале           | Пласман | Детаљи |
| Стрелац         | Дисциплина | Резултат      | Пласман       | Резултат         | Укупно           | Пласман | Детаљи |
| --------------- | ---------- | ------------- | ------------- | ---------------- | ---------------- | ------- | ------ |
| Хоан Томас Рока | Трап       | 103           | 33.           | Није се пласирао | Није се пласирао | 33/34   |        |

## Џудо
| Џудиста         | Дисциплина | 1. коло            | 1/16 финала            | 1/8 финала             | Четвртфинале       | Полуфинале         | Репасаж 1          | Репасаж 2          | Финале             | Финале           | Детаљи |
| Џудиста         | Дисциплина | Противник Резултат | Противник Резултат     | Противник Резултат     | Противник Резултат | Противник Резултат | Противник Резултат | Противник Резултат | Противник Резултат | Поз.             | Детаљи |
| --------------- | ---------- | ------------------ | ---------------------- | ---------------------- | ------------------ | ------------------ | ------------------ | ------------------ | ------------------ | ---------------- | ------ |
| Данијел Гарсија | − 66 кг    |                    | Акеведо Поб. 0020–0001 | Уриарте Пор. 0002–0013 | Није се пласирао   | Није се пласирао   | Није се пласирао   | Није се пласирао   | Није се пласирао   | Није се пласирао |        |